# Poitiers-i Péter
Poitiers-i Péter (latinul: Petrus Pictavensis Victorinus, franciául: Pierre de Potiers), (?, 1130 körül – Párizs, 1215) középkori francia teológus. 1167-től 1205-ig tanított teológiát a Párizsi Egyetemen. Glosszái és egy Petrus Lombardus Szentenciájához írott kommentárja maradt fenn. Műveltségét mutatja, hogy ismerte Arisztotelész Metafizikáját.